# Erik Axelson
Nils Erik Axel Axelson, född den 8 oktober 1904 i Brågarps församling, Malmöhus län, död den 24 februari 1988 i Göteborg, var en svensk ämbetsman. 
Axelson avlade studentexamen i Lund 1922 och juris kandidatexamen vid Lunds universitet 1927. Han genomförde tingstjänstgöring i Norrvikens domsaga 1927–1930. Axelson blev länsnotare i Göteborgs och Bohus län 1930 och länsassessor där 1947. Han var sekreterare i Göteborgs och Bohus läns landsting 1941–1959 och landssekreterare i Göteborgs och Bohus län 1959–1970. Axelson blev riddare av Vasaorden 1954 och kommendör av Nordstjärneorden 1966. Han vilar på Stampens kyrkogård.